# Аллен Тауншип (округ Нортгемптон, Пенсільванія)
Аллен Тауншип (англ. Allen Township) — селище (англ. township) в США, в окрузі Нортгемптон штату Пенсільванія. Населення — 5456 осіб (2020).

## Демографія
Згідно з переписом 2010 року, у селищі мешкало 4269 осіб у 1686 домогосподарствах у складі 1305 родин. Було 1744 помешкання
Расовий склад населення:
| - 93,6 % — білих - 2,0 % — чорних або афроамериканців - 1,9 % — азіатів - 0,1 % — корінних американців - 1,4 % — осіб інших рас |

До двох чи більше рас належало 0,8 %. Частка іспаномовних становила 4,7 % від усіх жителів.
За віковим діапазоном населення розподілялося таким чином: 21,0 % — особи молодші 18 років, 61,1 % — особи у віці 18—64 років, 17,9 % — особи у віці 65 років та старші. Медіана віку мешканця становила 43,9 року. На 100 осіб жіночої статі у селищі припадало 92,6 чоловіків;  на 100 жінок у віці від 18 років та старших — 93,0 чоловіків також старших 18 років.
Середній дохід на одне домашнє господарство  становив 88 231 долар США (медіана — 77 064), а середній дохід на одну сім'ю — 98 700 доларів (медіана — 86 569). Медіана доходів становила 59 559 доларів для чоловіків та 46 375 доларів для жінок. За межею бідності перебувало 2,5 % осіб, у тому числі 2,8 % дітей у віці до 18 років та 0,9 % осіб у віці 65 років та старших.
Цивільне працевлаштоване населення становило 2352 особи. Основні галузі зайнятості: освіта, охорона здоров'я та соціальна допомога — 31,1 %, роздрібна торгівля — 15,0 %, виробництво — 10,6 %, науковці, спеціалісти, менеджери — 10,0 %.